# Plantiac

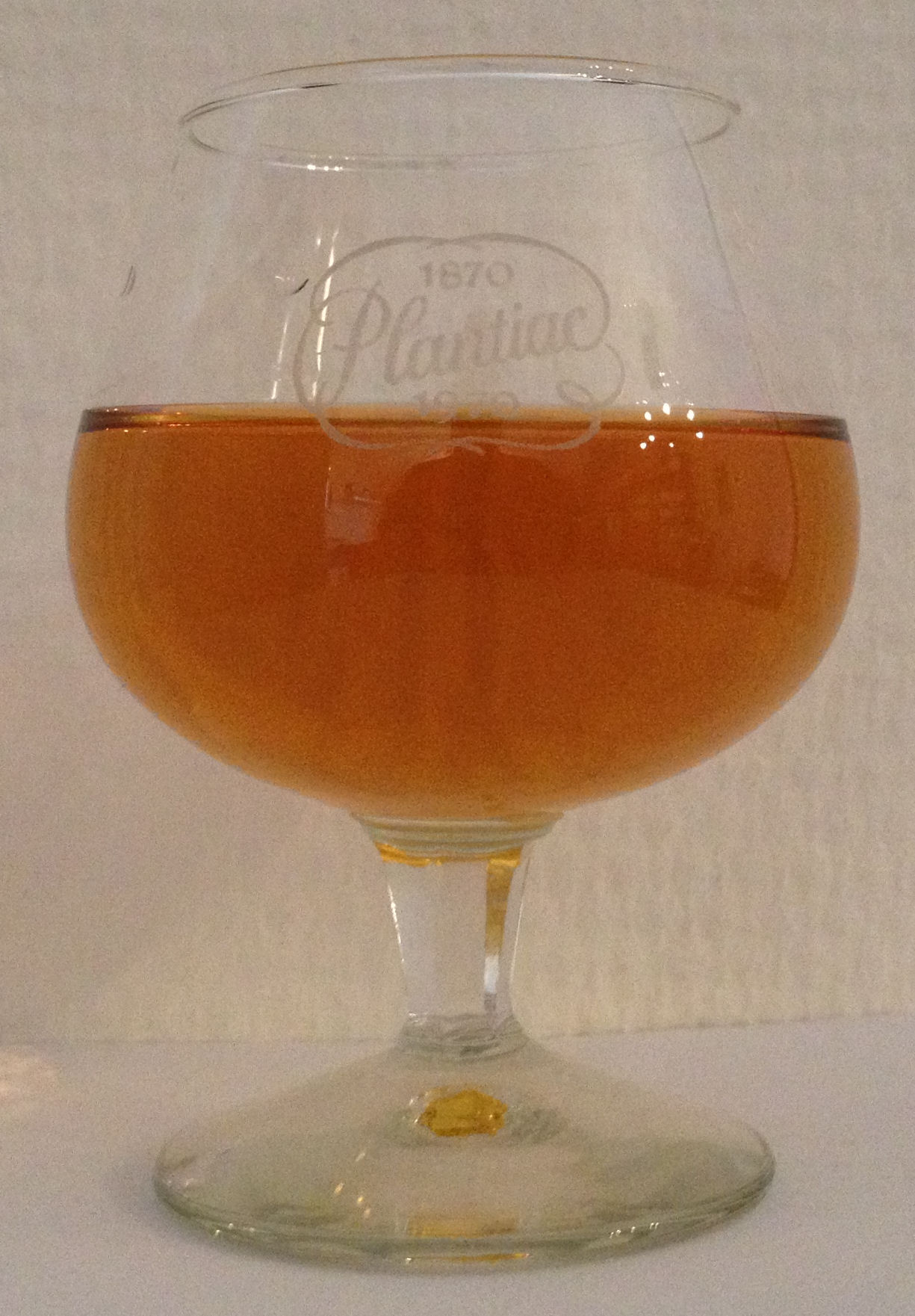
Plantiac in een speciaal glas

Plantiac (tot de vroege jaren zestig bekend als Plantinga Cognac) is een merk vieux. Het kan puur worden gedronken, of als onderdeel van een mix. De kleur is bruin.

## Productie
Plantiac is een Nederlandse gedistilleerde drank (alcoholpercentage 35%) gebaseerd op melasse-alcohol, met daaraan een aantal ingrediënten toegevoegd die tezamen de unieke smaak bepalen. De aroma's die bij de productie van Plantiac worden gebruikt komen van Quest International en IFF. Het precieze recept is geheim - dit is wat iedere Vieux uniek maakt. Enige wel bekende ingrediënten van Plantiac zijn fuselolie, amylalcohol, vanille, esters, pruimen extract en blokdrop. Bij de productie van Plantiac wordt geen gebruik gemaakt van eau de vie. De bruine kleur van Plantiac wordt veroorzaakt door karamel.

## Geschiedenis
Het is niet zeker wanneer Plantiac voor het eerst werd gemaakt. Alhoewel diverse advertenties uit de jaren zeventig leken te refereren aan een 100-jarig bestaan in 1970, is dit niet waar. Plantiac werd eerst geproduceerd onder de naam Plantinga Cognac door de Plantinga distilleerderij in Bolsward in  Friesland, hoogstwaarschijnlijk in de jaren dertig of veertig. Het bedoelde 100-jarig bestaan lijkt uitsluitend te slaan op het bedrijf als geheel,
Alhoewel het Verdrag van Versailles (1919) het al verbood om de naam "Cognac" te gebruiken voor een product dat niet in de Cognacstreek in Frankrijk was gemaakt, werd Vieux (inclusief Plantinga Cognac) tot in de jaren zestig onder de naam Cognac, Koetsiertje of Koetsierscognac verkocht. De verpakking (inclusief sterren) was duidelijk afgeleid van de verpakking van Franse, "èchte" Cognac. Toenemende druk van de Franse regering leidde op 1 juni 1956 tot het aannemen van een Handelsverdrag met de Fransen. Vanaf dat moment was het echt verboden om de naam "Cognac" voor Vieux te gebruiken.
Onderling overleg van de distillateurs leidde tot de nieuwe soortnaam Vieux, wat Frans is voor oud, een indirecte verwijzing naar het lageren van goede cognac en derhalve een woord dat veel fabrikanten reeds op hun etiketten vermeld hadden. Bovendien was het een duidelijk Frans woord dat geen grote uitspraakproblemen opleverde. Rond die tijd bedacht Gerrit Herman Plantinga (geboren in 1929), zoon van Louwrens Baltus Plantinga (1902-1993), die zoon was van Gerrit Herman Plantinga (1876-1962), die op zijn beurt zoon was van Klaas Plantinga (oprichter van het bedrijf Plantinga), de naam "Plantiac". Hij bedracht de naam tezamen met enige collega's die werkten bij het Philips Natlab, door de familienaam ("Planti-") en de naam 'cognac' ("-ac") te combineren. De Plantiac naam was voor het eerst te zien in een advertentie uit 1961, alhoewel dat jaar ook nog advertenties met de oude naam "Plantinga's Cognac Vieux" voortbracht. Plantiac werd een geregistreerd handelsmerk op 8 april 1971.
Tot 1972 werd Plantiac (en eerder Plantinga Cognac) geproduceerd in Bolsward. Van 1972 tot 2004 werd het gemaakt door UTO (sinds 2011 hernoemd tot Herman Jansen) in Schiedam. Daar werd het ongeveer eens per maand gebotteld. Sinds juli 2004 wordt Plantiac onder licentie van Herman Jansen geproduceerd door de firma Boomsma in Leeuwarden.

## Flesinhoud
Plantiac is door de jaren heen gebotteld in flessen van 40 cc, 50 cc, 200 cc, 500 cc en 1000 cc. Sinds 2004 wordt het alleen gebotteld in 200cc- en 1000cc-flessen.

## In de populaire cultuur
Aan het begin van de jaren negentig was Plantiac populair in de Atari ST scene, veroorzaakt door een kleine groep fans.